# كورت غولدستن
كورت غولدستن (بالألمانية: Kurt Goldstein )‏ (و. 1878 – 1965 م) هو طبيب أعصاب، وطبيب نفسي، وأستاذ جامعي من ألمانيا، والولايات المتحدة، ولد في كاتوفيتسه، وكان عضوًا في الأكاديمية الأمريكية للفنون والعلوم، توفي في نيويورك، عن عمر يناهز 87 عاماً.

## التعليم
تعلم في جامعة هايدلبرغ.